# Stockholmssyndromet
Stockholmssyndromet handlar om den bindning som uppstår mellan brottsling och offer i en gisslansituation, de känslomässiga relationer som utvecklas när dessa lever under livsfara tätt inpå varandra under flera dygn. Nils Bejerot, som myntade begreppet, skrev i Fib/Kulturfront 12/1981: ”En paradoxal intressegemenskap växer fram mellan gärningsmännen och deras offer. Den kan utveckla sig från förståelse till sympati och även medföra att offren utvecklar en stark emotionell bundenhet till sina herrar, det s.k Stockholmssyndromet … Genom kombinationer av akut dödsfruktan och djup självbevarelsedrift identifierar sig offret i denna situation med gärningsmännen och deras sak”.

## Definition
Stockholmssyndromet är ett psykologiskt tillstånd där kidnappningsoffer eller personer hållna fångar mot sin vilja utvecklar en relation till kidnapparen/kidnapparna och kan ta parti för förövaren mot polisen. Detta kan vara ett uttryck för identifikation med förövaren.
Denna solidaritet kan ibland bli en riktig delaktighet, med fångar som hjälper kidnapparna att uppnå sina mål eller att rymma från polisen. Syndromet har studerats av olika forskare inom viktimologin och det har hypotetiserats att det delvis baserar sig på rädsla för att råka ännu värre ut och en vädjan till den inre godheten hos den som tagit gisslan. Det finns lite forskning på området och det är inte en officiell diagnos.

## Bakgrund
Syndromet är uppkallat efter det uppmärksammade Norrmalmstorgsdramat efter ett rånförsök mot Kreditbanken på Norrmalmstorg i Stockholm, som ägde rum mellan 23 och 28 augusti 1973. Gisslan Kristin Enmark intervjuades i radio och sa bland annat "Jag är inte det minsta rädd för Clark och den här andra killen. Jag är rädd för polisen." Offren fortsatte att försvara kidnapparna även efter att deras sex dagars fysiska kvarhållande var över. De visade också ett tystlåtet uppträdande i de efterföljande rättsprocesserna. 
Kriminologen och psykiatern Nils Bejerot, som assisterade polisen under rånet, myntade termen Norrmalmstorgssyndromet i en nyhetssändning – utomlands blev det däremot känt som Stockholmssyndromet, då "Norrmalmstorg" var alltför okänt i övriga världen. Stockholmssyndromet var lämpligare med tanke på att staden/ordet Stockholm är relativt välkänd. Denna term har sedan lånats tillbaka till svenskan och blivit i stort sett allenarådande även i Sverige. Begreppet har sedan det myntades använts av många psykologer världen över.

## Kritik mot begreppet
Själva begreppet är mycket ifrågasatt. Bland annat har personerna som hölls gisslan just i Norrmalmstorgsdramat i intervjuer sagt att de inte sympatiserade med rånaren. Däremot var de kritiska mot polisens och politikernas agerande och fruktade för att de direkt eller indirekt skulle skadas eller dödas på grund av det.
År 2019 publicerade den australiska journalisten Jess Hill sin avhandling See What You Made Me Do, där hon beskrev Stockholmssyndromet som "tvivelaktig patologi utan diagnostiska kriterier" och slog fast att den är "full med misogyni och byggd på en lögn". Hon lyfte också att en genomgång av forskningsunderlaget från 2008 slog fast att "de flesta [Stockholmssyndroms-]diagnoserna gjorts av media, inte av psykologer eller psykiatriker". Hills analys hävdade i synnerhet att de ansvariga myndigheterna – under direkt ledning av Bejerot – gjorde ett så undermåligt arbete med att hantera rånet att polisen utgjorde en större risk för gisslan än gisslantagarna (Kristin Enmark, en av gisslan som under dramat fick ringa till statsminister Olof Palme, sa att Palme berättade för henne att regeringen inte skulle förhandla med brottslingarna och att han frågade "Skulle det inte vara skönare att dö på din post?"). Hill upptäckte också att Bejerots diagnos av Enmark inte bara gjordes utan att överhuvudtaget ha pratat med henne, den var också ett direkt svar på hennes offentliga kritik av hans insatser under gisslandramat.

## Limasyndromet
Ett föreslaget motsatsbegrepp är "Limasyndromet" vilket hänvisar till att en fångvaktare börjar känna sympati och empati för sina fångar. Begreppet kommer ifrån ett gisslandrama på den japanska ambassaden i Lima 1996. Ett exempel på detta är hur fångvaktare till tsar Nikolaj II av Ryssland och hans familj började utveckla omtanke för tsaren (och framförallt hans barn) till den grad att de byttes ut mot mer hårdnackade anti-rojalister. Flera av de ursprungliga fångvaktarna påstod i efterhand att de velat rädda tsaren.